# Municipalité (Russie)
Une municipalité, ou plus exactement une entité municipale (en russe : муниципа́льное образова́ние, mountsipalnoïe obrazovanié) est un type de subdivisions de la Russie, au sein duquel l'autonomie locale (ru) est exercée. Depuis mai 2019, la législation russe prévoit la possibilité de créer huit types de municipalités. Les entités municipales sont créées, modifiées, et dissoutes par les sujets de la fédération de Russie.
Les formations municipales existent sur l'ensemble du territoire russe. Elles peuvent se confondre avec des subdivisions administratives, les raïons, et des entités municipales peuvent être comprises au sein d'autres entités municipales. La plus grande municipalité de Russie est le raïon municipal dogano-nénètse de Taïmyr, avec une superficie de 879 929 km2. En termes de population, l'okroug urbain de Novossibirsk est le plus peuplé avec une population de 1 621 330 habitants en 2022, Moscou et Saint-Pétersbourg étant eux subdivisés.

## Caractéristique

### Types
| Municipalités de Russie au 01.01.2021 | Municipalités de Russie au 01.01.2021 | Municipalités de Russie au 01.01.2021                          | Niveau (selon OKTMO (ru)) | Niveau (selon OKTMO (ru)) | Total  |
| ------------------------------------- | ------------------------------------- | -------------------------------------------------------------- | ------------------------- | ------------------------- | ------ |
| Type de municipalité                  | Type de municipalité                  | Type de municipalité                                           | I                         | II                        | Total  |
| Raïons municipaux                     | Raïons municipaux                     | Raïons municipaux                                              | 1606                      | -                         | 1606   |
| Okrougs municipaux                    | Okrougs municipaux                    | Okrougs municipaux                                             | 100                       | -                         | 100    |
| Okrougs urbains                       | 633                                   | sans division intra-okroug                                     | 630                       | -                         | 633    |
| Okrougs urbains                       | 633                                   | avec division intra-okroug (ru)                                | 3                         | -                         | 3      |
| Municipalité intra-urbaine (ru)       | 286                                   | territoire intra-urbain d'une ville d'importance fédérale (ru) | 267                       | -                         | 267    |
| Municipalité intra-urbaine (ru)       | 286                                   | avec raïons intra-urbains (ru)                                 | -                         | 19                        | 19     |
| Établissement rural                   | Établissement rural                   | Établissement rural                                            | -                         | 16 332                    | 16 332 |
| Établissement urbain (ru)             | Établissement urbain (ru)             | Établissement urbain (ru)                                      | -                         | 1346                      | 1346   |
| Total                                 | Total                                 | Total                                                          | 2606                      | 17 697                    | 20 303 |

Conformément à l'article 2 de la loi fédérale de la fédération de Russie du 6 octobre 2003, n° 131-FZ « sur les principes généraux de l'organisation de l'autonomie locale dans la fédération de Russie », il y avait 5 types de municipalités dans la fédération de Russie :
- Établissement rural[c] : une ou plusieurs localités rurales unies par un territoire commun (villes, villages, hameaux, khoutors, kichlaks, aouls et autres localités rurales), moins souvent des établissements de type urbain[d], dans lesquels l'autonomie locale est exercée par la population directement et (ou) par l'intermédiaire d'organes élus et d'autres organes de l'autonomie locale[e] ; correspond aux selsoviets de village de l'ère soviétique et aux zemstvos pré-soviétiques . Un établissement rural fait partie d'un raïon municipal ;
- Établissement urbain (ru) : une petite ville ou un établissement de type urbain[d], moins souvent un établissement rural, dans lequel l'autonomie locale est exercée par la population directement et (ou) par l'intermédiaire d'élus et d'autres gouvernements locaux[e] ; les établissements urbains qui ne sont pas des okrougs urbains font partie des raïons municipaux ;
- Raïons municipal : plusieurs localités (rurales et / ou urbaines) et territoires intermunicipaux , unis par un territoire commun, dans les limites duquel l'autonomie locale est exercée afin de résoudre les problèmes d'importance locale de nature intermunicipales par la population directement et (ou) par l'intermédiaire d'organes élus et d'autres organes de l'autonomie locale[e] qui peuvent exercer certains pouvoirs de l'État transférés aux collectivités locales par les lois fédérales et les lois des entités constitutives de la fédération de Russie. Ils se confondent souvent avec les raïons administratifs, et contiennent des municipalités au sein d'eux ;
- Okroug urbain : une ou plusieurs localités unies par un territoire commun qui ne sont pas des municipalités[f],[g], dans lesquelles l'autonomie locale est exercée par la population directement et (ou) par l'intermédiaire d'organes élus et d'autres organes gouvernementaux locaux[e] qui peuvent exercer certains pouvoirs de l'État transférés au gouvernement local organes par les lois fédérales et les lois des entités constitutives de la fédération de Russie, lorsqu'au moins les deux tiers de la population d'une telle municipalité vivent dans des villes et (ou) d'autres agglomérations urbaines ;
- Territoire intra-urbain d'une ville d'importance fédérale (ru) (Municipalité intra-urbaine (ru) d'une ville d'importance fédérale) est une partie du territoire d'une ville d'importance fédérale, à l'intérieur des limites de laquelle l'autonomie locale est exercée directement par la population et ( ou) par l'intermédiaire d'organes élus et d'autres organes de l'autonomie locale[e].

Un territoire intercommunal  est le territoire d'un raïon municipal situé en dehors des limites des localités.
La loi fédérale de la fédération de Russie du 27 mai 2014 n° 136-FZ a introduit deux nouveaux types de municipalités :
- Okroug urbain avec division intra-okroug (ru) : un okroug urbain dans lequel, conformément à la loi du sujet de la fédération de Russie, les okorugs intra-urbains sont formés en municipalités intra-urbaines ;
- Raïons intra-urbain (ru) : une formation municipale intra-urbaine sur une partie du territoire d'un okroug urbain avec une division intra-urbaine , dans les limites de laquelle l'autonomie locale est exercée par la population directement et (ou) par l'intermédiaire d'organes élus et d'autres organes de l'autonomie locale -gouvernement[e].

La loi fédérale n° 87-FZ du 1er mai 2019 a introduit un nouveau type de municipalité - un district municipal  :
- Okroug municipal : plusieurs localités unies par un territoire commun qui ne sont pas des municipalités, dans lesquelles l'autonomie locale est exercée par la population directement et (ou) par l'intermédiaire d'organes élus et d'autres organes gouvernementaux locaux[e] qui peuvent exercer certains pouvoirs de l'État transférés aux organes gouvernementaux locaux par les lois fédérales et les lois des sujets fédération de Russie (le terme a été introduit le 1er mai 2019, pour la transformation des okrougs urbains qui entrent dans cette catégorie en okrougs municipaux, une période de transition est accordée jusqu'au 1er janvier 2025) .

### Exceptions et formalités
En dehors des okrougs urbains et municipaux, il n'y a pas d'établissements urbains et ruraux dans le raïon du Nord-Ienisseï du kraï de Krasnoïarsk . Les autres okrougs du système déjà établi d'autonomie locale, qui n'incluaient pas les établissements urbains et / ou ruraux, étaient les raïons de Nouvelle-Zemble et Solovets dans l'oblast d'Arkhangelsk (depuis 2006, ils ont été transformés en okroug urbain et, par conséquent, en village rural du raïon voisin de Primorski).
Une municipalité unique est l'outchastok de Bejta (ru) du raïon de Tsounta (ru) dans la république du Daghestan. En raison de son caractère unique (pas un raïon municipal ni un établissement rural), elle n'a pas été incluse dans OKTMO .
Jusqu'au 3 avril 2017, un okroug urbain était défini comme un établissement urbain qui ne fait pas partie d'un raïon municipal et dont les organes d'autonomie locale exercent le pouvoir de résoudre les problèmes d'importance locale d'un établissement et les problèmes d'importance locale d'un raïon municipale établi par la présente loi fédérale, et peut également exercer certains pouvoirs de l'État transférés aux gouvernements locaux par les lois fédérales et les lois des sujets de la fédération de Russie .
Le 3 avril 2017, la définition officielle de l'okroug urbain a été modifiée : un ou plusieurs établissements unis par un territoire commun qui ne sont pas des municipalités, dans lesquelles l'autonomie locale est exercée par la population directement et (ou) par l'intermédiaire d'électeurs et autres organes des collectivités locales pouvant exercer certains pouvoirs de l'État transférés aux collectivités locales par les lois fédérales et les lois des sujets de la fédération de Russie .
Indirectement, la définition d'un okroug urbain comme ne faisant pas partie d'un raïon municipal d'un établissement urbain est retenue au paragraphe 7 de l'art. 13 sur les transformations municipales, selon laquelle le changement de statut d'un établissement urbain revient à la fois à lui conférer le statut d'okroug urbain et à le priver du statut d'okroug urbain : « 7. Un changement de statut d'un établissement urbain en rapport avec l'octroi du statut d'okroug urbain ou sa privation du statut d'okroug urbain est effectué par la loi du sujet de la fédération de Russie avec le consentement de la population de l'établissement correspondante, ainsi qu'avec l'accord de la population de l'entité municipale d'où provient l'établissement correspondant, exprimé par les organes représentatifs de ces municipalités »  .
Les autorités de l'État, par l'adoption de lois du sujet de la fédération de Russie, ont le droit de transférer certains de leurs pouvoirs aux okrougs et aux raïons .
En lien avec la réforme municipale des années 2000 (ru), la Russie a un système d'autonomie locale à deux niveaux. Au sens de la législation sur l'autonomie locale, le territoire de toutes les sujets de la fédération de Russie était divisé en territoires des raïons municipaux et des okrougs urbains (et, à partir de mai 2019, municipaux), et le territoire des raïons municipaux - dans le territoire des établissements urbains et ruraux, et dans les zones peu peuplées, des territoires intermunicipaux peuvent être formés. Il ne peut y avoir d'autres municipalités dans les villes et les okrougs municipaux, ces municipalités ont été supprimées depuis 2006. Les territoires des villes d'importance fédérale sont divisés en territoires des territoires intra-urbains (municipalités intra-urbaines).
Les territoires des municipalités de la plupart des entités constitutives de la fédération de Russie coïncident avec la division administrative-territoriale, tandis que l'okroug urbain correspond à la ville d'importance républicaine, de l'oblast, du kraï, du raïon, l'agglomération urbaine - la ville ou l'agglomération de type urbain de l'importance du raïon, l'établissement rural - le conseil de village ou l'établissement rural, mais il existe des différences dans de nombreux sujets.
Dans les relations juridiques civiles, les municipalités agissent sur un pied d'égalité avec les autres participants aux relations juridiques civiles - citoyens, personnes morales, ainsi que la fédération de Russie et ses sujets. Les organes autorisés de l'autonomie locale agissent au nom de la municipalité.
Les municipalités peuvent être changées par les sujets, que ce soit leur statut ou leurs frontières.

## Nombre de municipalités
Les données sur le nombre de municipalités dans la fédération de Russie changent constamment, car dans de nombreuses régions, il y a des changements dans la composition et le statut des municipalités.

### Évolution
| Au 1er janvier | Municipalités | Municipalités   | Municipalités    | Municipalités | Municipalités                    | Municipalités                   | Municipalités                                                  | Municipalités | Municipalités | Municipalités | Source  |
| Au 1er janvier | Total         | Statut          | Statut           | Statut        | Statut                           | Statut                          | Statut                                                         | Statut        | Statut        | Statut        | Source  |
| Au 1er janvier | Total         | Raïon municipal | Okroug municipal | Okroug urbain | Okroug urbain                    | Municipalité intra-urbaine (ru) | Municipalité intra-urbaine (ru)                                | Établissement | Établissement | Établissement | Source  |
| Au 1er janvier | Total         | Raïon municipal | Okroug municipal | Total         | avec division intra -okroug (ru) | Raïons intra-urbains (ru)       | Territoire intra-urbain d'une ville d'importance fédérale (ru) | Total         | Dont          | Dont          | Source  |
| Au 1er janvier | Total         | Raïon municipal | Okroug municipal | Total         | avec division intra -okroug (ru) | Raïons intra-urbains (ru)       | Territoire intra-urbain d'une ville d'importance fédérale (ru) | Total         | Urbain (ru)   | Rural         | Source  |
| -------------- | ------------- | --------------- | ---------------- | ------------- | -------------------------------- | ------------------------------- | -------------------------------------------------------------- | ------------- | ------------- | ------------- | ------- |
| 2008           | 24 151        | 1799            | —                | 521           | —                                | —                               | 236                                                            | 21 595        | 1734          | 19 861        | Rosstat |
| 2009           | 24 161        | 1810            | —                | 507           | —                                | —                               | 236                                                            | 21 608        | 1745          | 19 863        | Rosstat |
| 2010           | 23 907        | 1829            | —                | 512           | —                                | —                               | 236                                                            | 21 330        | 1739          | 19 591        | Rosstat |
| 2011           | 23 304        | 1824            | —                | 515           | —                                | —                               | 236                                                            | 20 729        | 1733          | 18 996        | Rosstat |
| 2012           | 23 118        | 1821            | —                | 517           | —                                | —                               | 236                                                            | 20 544        | 1711          | 18 833        | Rosstat |
| 2013           | 23 001        | 1817            | —                | 518           | —                                | —                               | 257                                                            | 20 409        | 1687          | 18 722        | Rosstat |
| 2014           | 22 777        | 1815            | —                | 520           | —                                | —                               | 257                                                            | 20 185        | 1660          | 18 525        | Rosstat |
| 2015           | 22 923        | 1823            | —                | 535           | —                                | —                               | 267                                                            | 20 298        | 1644          | 18 654        | Rosstat |
| 2016           | 22 406        | 1788            | —                | 563           | 3                                | 19                              | 267                                                            | 19 769        | 1592          | 18 177        | Rosstat |
| 2017           | 22 327        | 1784            | —                | 567           | 3                                | 19                              | 267                                                            | 19 690        | 1589          | 18 101        | Rosstat |
| 2018           | 21 946        | 1759            | —                | 591           | 3                                | 19                              | 267                                                            | 19 310        | 1538          | 17 772        | Rosstat |
| 2019           | 21 501        | 1731            | —                | 614           | 3                                | 19                              | 267                                                            | 18 870        | 1490          | 17 380        | Rosstat |
| 2020           | 20 846        | 1673            | 33               | 635           | 3                                | 19                              | 267                                                            | 18 219        | 1398          | 16 821        | Rosstat |
| 2021           | 20 303        | 1606            | 100              | 633           | 3                                | 19                              | 267                                                            | 17 678        | 1346          | 16 332        | Rosstat |

Selon des données mises à jour, au 1er janvier 2021, il y avait 20 496 municipalités  , dont :
- 1599 raïon municipaux, avec au sein d'eux ;
  - 16 248 établissements ruraux,
  - 1336 établissements urbains ;
- 119 okrougs municipaux;
- 622 okrougs urbains, dont
  - 3 avec division intra-okroug;
- 286 municipalités intra-urbaines
  - 267 territoires intra-urbains de villes fédérales;
  - 19 raïons intra-urbains.

### Par sujet
| Nombre de municipalités par entités constitutives de la fédération de Russie (au 1er janvier 2021) | Nombre de municipalités par entités constitutives de la fédération de Russie (au 1er janvier 2021) | Nombre de municipalités par entités constitutives de la fédération de Russie (au 1er janvier 2021) | Nombre de municipalités par entités constitutives de la fédération de Russie (au 1er janvier 2021) | Nombre de municipalités par entités constitutives de la fédération de Russie (au 1er janvier 2021) | Nombre de municipalités par entités constitutives de la fédération de Russie (au 1er janvier 2021) | Nombre de municipalités par entités constitutives de la fédération de Russie (au 1er janvier 2021) | Nombre de municipalités par entités constitutives de la fédération de Russie (au 1er janvier 2021) | Nombre de municipalités par entités constitutives de la fédération de Russie (au 1er janvier 2021) | Nombre de municipalités par entités constitutives de la fédération de Russie (au 1er janvier 2021) | Nombre de municipalités par entités constitutives de la fédération de Russie (au 1er janvier 2021) |
| Sujet                                                                                              | Municipalités                                                                                      | Municipalités                                                                                      | Municipalités                                                                                      | Municipalités                                                                                      | Municipalités                                                                                      | Municipalités                                                                                      | Municipalités                                                                                      | Municipalités                                                                                      | Municipalités                                                                                      | Municipalités                                                                                      |
| Sujet                                                                                              | Total                                                                                              | Statut                                                                                             | Statut                                                                                             | Statut                                                                                             | Statut                                                                                             | Statut                                                                                             | Statut                                                                                             | Statut                                                                                             | Statut                                                                                             | Statut                                                                                             |
| Sujet                                                                                              | Total                                                                                              | Raïon municipal                                                                                    | Okroug municipal                                                                                   | Okroug urbain                                                                                      | Okroug urbain                                                                                      | Municipalité intra-urbaine (ru)                                                                    | Municipalité intra-urbaine (ru)                                                                    | Établissement                                                                                      | Établissement                                                                                      | Établissement                                                                                      |
| Sujet                                                                                              | Total                                                                                              | Raïon municipal                                                                                    | Okroug municipal                                                                                   | Total                                                                                              | avec division intra -okroug (ru)                                                                   | Raïons intra-urbains (ru)                                                                          | Territoire intra-urbain d'une ville d'importance fédérale (ru)                                     | Total                                                                                              | Dont                                                                                               | Dont                                                                                               |
| Sujet                                                                                              | Total                                                                                              | Raïon municipal                                                                                    | Okroug municipal                                                                                   | Total                                                                                              | avec division intra -okroug (ru)                                                                   | Raïons intra-urbains (ru)                                                                          | Territoire intra-urbain d'une ville d'importance fédérale (ru)                                     | Total                                                                                              | Urbain (ru)                                                                                        | Rural                                                                                              |
| -------------------------------------------------------------------------------------------------- | -------------------------------------------------------------------------------------------------- | -------------------------------------------------------------------------------------------------- | -------------------------------------------------------------------------------------------------- | -------------------------------------------------------------------------------------------------- | -------------------------------------------------------------------------------------------------- | -------------------------------------------------------------------------------------------------- | -------------------------------------------------------------------------------------------------- | -------------------------------------------------------------------------------------------------- | -------------------------------------------------------------------------------------------------- | -------------------------------------------------------------------------------------------------- |
| Fédération de Russie                                                                               | 20 303                                                                                             | 1606                                                                                               | 100                                                                                                | 633                                                                                                | 3                                                                                                  | 19                                                                                                 | 267                                                                                                | 17 678                                                                                             | 1346                                                                                               | 16 332                                                                                             |
| District fédéral central                                                                           | 3971                                                                                               | 352                                                                                                | 11                                                                                                 | 143                                                                                                | | | 146                                                                                                | 3319                                                                                               | 339                                                                                                | 2980                                                                                               |
| Oblast de Belgorod                                                                                 | 212                                                                                                | 13                                                                                                 | | 9                                                                                                  | | | | 190                                                                                                | 16                                                                                                 | 174                                                                                                |
| Oblast de Briansk                                                                                  | 236                                                                                                | 24                                                                                                 | 2                                                                                                  | 5                                                                                                  | | | | 205                                                                                                | 29                                                                                                 | 176                                                                                                |
| Oblast de Vladimir                                                                                 | 127                                                                                                | 16                                                                                                 | | 5                                                                                                  | | | | 106                                                                                                | 26                                                                                                 | 80                                                                                                 |
| Oblast de Voronej                                                                                  | 478                                                                                                | 31                                                                                                 | | 3                                                                                                  | | | | 444                                                                                                | 28                                                                                                 | 416                                                                                                |
| Oblast d'Ivanovo                                                                                   | 143                                                                                                | 21                                                                                                 | | 6                                                                                                  | | | | 116                                                                                                | 24                                                                                                 | 92                                                                                                 |
| Oblast de Kalouga                                                                                  | 304                                                                                                | 24                                                                                                 | | 2                                                                                                  | | | | 278                                                                                                | 26                                                                                                 | 252                                                                                                |
| Oblast de Kostroma                                                                                 | 157                                                                                                | 23                                                                                                 | | 6                                                                                                  | | | | 128                                                                                                | 12                                                                                                 | 116                                                                                                |
| Oblast de Koursk                                                                                   | 347                                                                                                | 28                                                                                                 | | 5                                                                                                  | | | | 314                                                                                                | 27                                                                                                 | 287                                                                                                |
| Oblast de Lipetsk                                                                                  | 312                                                                                                | 18                                                                                                 | | 2                                                                                                  | | | | 292                                                                                                | 6                                                                                                  | 286                                                                                                |
| Oblast de Moscou                                                                                   | 63                                                                                                 | | | 63                                                                                                 | | | | | | |
| Oblast d'Orel                                                                                      | 267                                                                                                | 24                                                                                                 | | 3                                                                                                  | | | | 240                                                                                                | 17                                                                                                 | 223                                                                                                |
| Oblast de Riazan                                                                                   | 290                                                                                                | 25                                                                                                 | | 4                                                                                                  | | | | 261                                                                                                | 29                                                                                                 | 232                                                                                                |
| Oblast de Smolensk                                                                                 | 183                                                                                                | 25                                                                                                 | | 2                                                                                                  | | | | 156                                                                                                | 23                                                                                                 | 133                                                                                                |
| Oblast de Tambov                                                                                   | 274                                                                                                | 23                                                                                                 | | 7                                                                                                  | | | | 244                                                                                                | 13                                                                                                 | 231                                                                                                |
| Oblast de Tver                                                                                     | 233                                                                                                | 22                                                                                                 | 9                                                                                                  | 11                                                                                                 | | | | 191                                                                                                | 30                                                                                                 | 161                                                                                                |
| Oblast de Toula                                                                                    | 103                                                                                                | 19                                                                                                 | | 7                                                                                                  | | | | 77                                                                                                 | 23                                                                                                 | 54                                                                                                 |
| Oblast de Iaroslavl                                                                                | 96                                                                                                 | 16                                                                                                 | | 3                                                                                                  | | | | 77                                                                                                 | 10                                                                                                 | 67                                                                                                 |
| Moscou                                                                                             | 146                                                                                                | | | | | | 146                                                                                                | | | |
| District fédéral du Nord-Ouest                                                                     | 1358                                                                                               | 137                                                                                                | 6                                                                                                  | 56                                                                                                 | | | 111                                                                                                | 1048                                                                                               | 195                                                                                                | 853                                                                                                |
| République de Carélie                                                                              | 125                                                                                                | 16                                                                                                 | | 2                                                                                                  | | | | 107                                                                                                | 22                                                                                                 | 85                                                                                                 |
| République des Komis                                                                               | 178                                                                                                | 14                                                                                                 | | 6                                                                                                  | | | | 158                                                                                                | 14                                                                                                 | 144                                                                                                |
| Oblast d'Arkhangelsk                                                                               | 218                                                                                                | 19                                                                                                 | 1                                                                                                  | 8                                                                                                  | | | | 190                                                                                                | 20                                                                                                 | 170                                                                                                |
| District autonome de Nénétsie                                                                      | 21                                                                                                 | 1                                                                                                  | | 1                                                                                                  | | | | 19                                                                                                 | 1                                                                                                  | 18                                                                                                 |
| Oblast sans le district autonome                                                                   | 197                                                                                                | 18                                                                                                 | 1                                                                                                  | 7                                                                                                  | | | | 171                                                                                                | 19                                                                                                 | 152                                                                                                |
| Oblast de Volgograd                                                                                | 207                                                                                                | 26                                                                                                 | | 2                                                                                                  | | | | 179                                                                                                | 21                                                                                                 | 158                                                                                                |
| Oblast de Kaliningrad                                                                              | 22                                                                                                 | | | 22                                                                                                 | | | | | | |
| Oblast de Léningrad                                                                                | 205                                                                                                | 17                                                                                                 | | 1                                                                                                  | | | | 187                                                                                                | 66                                                                                                 | 121                                                                                                |
| Oblast de Mourmansk                                                                                | 36                                                                                                 | 4                                                                                                  | 1                                                                                                  | 12                                                                                                 | | | | 19                                                                                                 | 10                                                                                                 | 9                                                                                                  |
| Oblast de Novgorod                                                                                 | 120                                                                                                | 17                                                                                                 | 4                                                                                                  | 1                                                                                                  | | | | 98                                                                                                 | 17                                                                                                 | 81                                                                                                 |
| Oblast de Pskov                                                                                    | 136                                                                                                | 24                                                                                                 | | 2                                                                                                  | | | | 110                                                                                                | 25                                                                                                 | 85                                                                                                 |
| Saint-Pétersbourg                                                                                  | 111                                                                                                | | | | | | 111                                                                                                | | | |
| District fédéral du Sud                                                                            | 1972                                                                                               | 157                                                                                                | | 42                                                                                                 | | | 10                                                                                                 | 1763                                                                                               | 96                                                                                                 | 1667                                                                                               |
| République d'Adyguée                                                                               | 60                                                                                                 | 7                                                                                                  | | 2                                                                                                  | | | | 51                                                                                                 | 3                                                                                                  | 48                                                                                                 |
| République de Kalmoukie                                                                            | 127                                                                                                | 13                                                                                                 | | 1                                                                                                  | | | | 113                                                                                                | 2                                                                                                  | 111                                                                                                |
| République de Crimée                                                                               | 279                                                                                                | 14                                                                                                 | | 11                                                                                                 | | | | 254                                                                                                | 4                                                                                                  | 250                                                                                                |
| Kraï de Krasnodar                                                                                  | 426                                                                                                | 37                                                                                                 | | 8                                                                                                  | | | | 381                                                                                                | 30                                                                                                 | 351                                                                                                |
| Oblast d'Astrakhan                                                                                 | 141                                                                                                | 11                                                                                                 | | 2                                                                                                  | | | | 128                                                                                                | 11                                                                                                 | 117                                                                                                |
| Oblast de Volgograd                                                                                | 466                                                                                                | 32                                                                                                 | | 6                                                                                                  | | | | 428                                                                                                | 29                                                                                                 | 399                                                                                                |
| Oblast de Rostov                                                                                   | 463                                                                                                | 43                                                                                                 | | 12                                                                                                 | | | | 408                                                                                                | 17                                                                                                 | 391                                                                                                |
| Sébastopol                                                                                         | dix                                                                                                | | | | | | 10                                                                                                 | | | |
| District fédéral du Caucase du Nord                                                                | 1416                                                                                               | 88                                                                                                 | 16                                                                                                 | 39                                                                                                 | 1                                                                                                  | 3                                                                                                  | | 1269                                                                                               | 28                                                                                                 | 1241                                                                                               |
| République du Daghestan                                                                            | 761                                                                                                | 41                                                                                                 | | 10                                                                                                 | 1                                                                                                  | 3                                                                                                  | | 707                                                                                                | 7                                                                                                  | 700                                                                                                |
| République d'Ingouchie                                                                             | 45                                                                                                 | 4                                                                                                  | | 5                                                                                                  | | | | 36                                                                                                 | | 36                                                                                                 |
| République de Kabardino-Balkirie                                                                   | 132                                                                                                | 10                                                                                                 | | 3                                                                                                  | | | | 119                                                                                                | 7                                                                                                  | 112                                                                                                |
| République de Karatchaïévo-Tcherkessie                                                             | 100                                                                                                | 10                                                                                                 | | 2                                                                                                  | | | | 88                                                                                                 | 5                                                                                                  | 83                                                                                                 |
| République d'Ossétie du Nord-Alanie                                                                | 111                                                                                                | 8                                                                                                  | | 1                                                                                                  | | | | 102                                                                                                | 5                                                                                                  | 97                                                                                                 |
| République de Tchétchénie                                                                          | 234                                                                                                | 15                                                                                                 | | 2                                                                                                  | | | | 217                                                                                                | 4                                                                                                  | 213                                                                                                |
| Kraï de Stravropol                                                                                 | 33                                                                                                 | | 16                                                                                                 | 17                                                                                                 | | | | | | |
| District fédéral de Privoljié                                                                      | 5260                                                                                               | 382                                                                                                | 35                                                                                                 | 104                                                                                                | 1                                                                                                  | 9                                                                                                  | | 4730                                                                                               | 279                                                                                                | 4451                                                                                               |
| République de Bachkirie                                                                            | 895                                                                                                | 54                                                                                                 | | 9                                                                                                  | | | | 832                                                                                                | 14                                                                                                 | 818                                                                                                |
| République des Maris                                                                               | 138                                                                                                | 14                                                                                                 | | 3                                                                                                  | | | | 121                                                                                                | 16                                                                                                 | 105                                                                                                |
| République de Mordovie                                                                             | 272                                                                                                | 22                                                                                                 | | 1                                                                                                  | | | | 250                                                                                                | 16                                                                                                 | 233                                                                                                |
| République du Tatarstan                                                                            | 956                                                                                                | 43                                                                                                 | | 2                                                                                                  | | | | 911                                                                                                | 39                                                                                                 | 872                                                                                                |
| République d'Oudmourtie                                                                            | 333                                                                                                | 25                                                                                                 | | 5                                                                                                  | | | | 303                                                                                                | 1                                                                                                  | 302                                                                                                |
| République de Tchouvachie                                                                          | 317                                                                                                | 21                                                                                                 | | 5                                                                                                  | | | | 291                                                                                                | 7                                                                                                  | 284                                                                                                |
| Kraï de Perm                                                                                       | 69                                                                                                 | 2                                                                                                  | 18                                                                                                 | 25                                                                                                 | | | | 24                                                                                                 | | 24                                                                                                 |
| Oblast de Kirov                                                                                    | 338                                                                                                | 33                                                                                                 | 6                                                                                                  | 6                                                                                                  | | | | 293                                                                                                | 46                                                                                                 | 247                                                                                                |
| Oblast de Nijni Novgorod                                                                           | 278                                                                                                | 26                                                                                                 | 11                                                                                                 | 15                                                                                                 | | | | 226                                                                                                | 34                                                                                                 | 192                                                                                                |
| Oblast d'Orenbourg                                                                                 | 487                                                                                                | 29                                                                                                 | | 13                                                                                                 | | | | 445                                                                                                | | 445                                                                                                |
| Oblast de Penza                                                                                    | 318                                                                                                | 27                                                                                                 | | 3                                                                                                  | | | | 288                                                                                                | 24                                                                                                 | 264                                                                                                |
| Oblast de Salara                                                                                   | 342                                                                                                | 27                                                                                                 | | 10                                                                                                 | 1                                                                                                  | 9                                                                                                  | | 296                                                                                                | 12                                                                                                 | 284                                                                                                |
| Oblast de Saratov                                                                                  | 350                                                                                                | 38                                                                                                 | | 4                                                                                                  | | | | 308                                                                                                | 39                                                                                                 | 269                                                                                                |
| Oblast d'Oulianovsk                                                                                | 167                                                                                                | 21                                                                                                 | | 3                                                                                                  | | | | 143                                                                                                | 31                                                                                                 | 112                                                                                                |
| District fédéral de l'Oural                                                                        | 1243                                                                                               | 89                                                                                                 | 3                                                                                                  | 111                                                                                                | 1                                                                                                  | 7                                                                                                  | | 1033                                                                                               | 72                                                                                                 | 961                                                                                                |
| Oblast de Kourgan                                                                                  | 393                                                                                                | 24                                                                                                 | | 2                                                                                                  | | | | 367                                                                                                | 13                                                                                                 | 354                                                                                                |
| Oblast de Sverdlovsk                                                                               | 94                                                                                                 | 5                                                                                                  | | 68                                                                                                 | | | | 21                                                                                                 | 5                                                                                                  | 16                                                                                                 |
| Oblast de Tioumen                                                                                  | 437                                                                                                | 33                                                                                                 | 3                                                                                                  | 25                                                                                                 | | | | 376                                                                                                | 27                                                                                                 | 349                                                                                                |
| District autonome des Khantys-Mansis                                                               | 105                                                                                                | 9                                                                                                  | | 13                                                                                                 | | | | 83                                                                                                 | 26                                                                                                 | 57                                                                                                 |
| District autonome de Iamalie-Nénétsie                                                              | 33                                                                                                 | 4                                                                                                  | 3                                                                                                  | 6                                                                                                  | | | | 20                                                                                                 | 1                                                                                                  | 19                                                                                                 |
| Oblast de Tioumen sans les districts                                                               | 299                                                                                                | 20                                                                                                 | | 6                                                                                                  | | | | 273                                                                                                | | 273                                                                                                |
| Oblast de Tcheliabinsk                                                                             | 319                                                                                                | 27                                                                                                 | | 16                                                                                                 | 1                                                                                                  | 7                                                                                                  | | 269                                                                                                | 27                                                                                                 | 242                                                                                                |
| District fédéral sibérien                                                                          | 3188                                                                                               | 250                                                                                                | 16                                                                                                 | 71                                                                                                 | | | | 2851                                                                                               | 164                                                                                                | 2687                                                                                               |
| République de l'Altaï                                                                              | 102                                                                                                | 10                                                                                                 | | 1                                                                                                  | | | | | | 91                                                                                                 |
| République de Touva                                                                                | 143                                                                                                | 17                                                                                                 | | 2                                                                                                  | | | | 124                                                                                                | 4                                                                                                  | 120                                                                                                |
| République de Khakassie                                                                            | 100                                                                                                | 8                                                                                                  | | 5                                                                                                  | | | | 87                                                                                                 | 4                                                                                                  | 83                                                                                                 |
| Kraï de l'Altaï                                                                                    | 717                                                                                                | 59                                                                                                 | | 10                                                                                                 | | | | 648                                                                                                | 7                                                                                                  | 641                                                                                                |
| Kraï de Krasnodar                                                                                  | 544                                                                                                | 41                                                                                                 | 3                                                                                                  | 17                                                                                                 | | | | 483                                                                                                | 26                                                                                                 | 457                                                                                                |
| Oblast d'Irkoutsk                                                                                  | 454                                                                                                | 32                                                                                                 | | 10                                                                                                 | | | | 412                                                                                                | 58                                                                                                 | 354                                                                                                |
| Oblast de Kemerovo                                                                                 | 84                                                                                                 | 5                                                                                                  | 13                                                                                                 | 16                                                                                                 | | | | 50                                                                                                 | dix                                                                                                | 40                                                                                                 |
| Oblast de Novossibirsk                                                                             | 488                                                                                                | 30                                                                                                 | | 5                                                                                                  | | | | 453                                                                                                | 26                                                                                                 | 427                                                                                                |
| Oblast d'Omsk                                                                                      | 422                                                                                                | 32                                                                                                 | | 1                                                                                                  | | | | 389                                                                                                | 26                                                                                                 | 363                                                                                                |
| Oblast de Tomsk                                                                                    | 135                                                                                                | 16                                                                                                 | | 4                                                                                                  | | | | 115                                                                                                | 3                                                                                                  | 112                                                                                                |
| District fédéral extrême-oriental                                                                  | 1895                                                                                               | 151                                                                                                | 13                                                                                                 | 66                                                                                                 | | | | 1665                                                                                               | 173                                                                                                | 1492                                                                                               |
| République de Bouriatie                                                                            | 286                                                                                                | 21                                                                                                 | | 2                                                                                                  | | | | 263                                                                                                | 16                                                                                                 | 247                                                                                                |
| République de Sakha (Iakoutie)                                                                     | 445                                                                                                | 34                                                                                                 | | 2                                                                                                  | | | | 409                                                                                                | 48                                                                                                 | 361                                                                                                |
| Kraï de Transbaïkalie                                                                              | 392                                                                                                | 29                                                                                                 | 2                                                                                                  | 4                                                                                                  | | | | 357                                                                                                | 39                                                                                                 | 318                                                                                                |
| Kraï du Kamtchatka                                                                                 | 64                                                                                                 | 10                                                                                                 | 1                                                                                                  | 3                                                                                                  | | | | 50                                                                                                 | 4                                                                                                  | 46                                                                                                 |
| Kraï du Primorié                                                                                   | 124                                                                                                | 14                                                                                                 | 8                                                                                                  | 12                                                                                                 | | | | 90                                                                                                 | 16                                                                                                 | 74                                                                                                 |
| Kraï de Khabarovsk                                                                                 | 232                                                                                                | 17                                                                                                 | | 2                                                                                                  | | | | 213                                                                                                | 22                                                                                                 | 191                                                                                                |
| Oblast de l'Amour                                                                                  | 262                                                                                                | 18                                                                                                 | 2                                                                                                  | 9                                                                                                  | | | | 233                                                                                                | 15                                                                                                 | 218                                                                                                |
| Oblast de Magadan                                                                                  | 9                                                                                                  | | | 9                                                                                                  | | | | | | |
| Oblast de Sakhaline                                                                                | 18                                                                                                 | | | 18                                                                                                 | | | | | | |
| Oblast autonome juif                                                                               | 33                                                                                                 | 5                                                                                                  | | 1                                                                                                  | | | | 27                                                                                                 | 10                                                                                                 | 17                                                                                                 |
| District autonome de Tchoukotka                                                                    | 30                                                                                                 | 3                                                                                                  | | 4                                                                                                  | | | | 23                                                                                                 | 3                                                                                                  | 20                                                                                                 |

À partir de 2021, tous les raïons municipaux des oblasts de Kaliningrad, Magadan, Moscou et Sakhaline (respectivement, toutes les agglomérations rurales et urbaines qui en faisaient partie) ont été complètement abolis avec leur transformation en okrougs urbains. En 2020, tous les raïons municipaux du kraï de Stavropol ont été abolis (respectivement, toutes les agglomérations rurales et urbaines qui en faisaient partie) avec leur transformation en okrougs municipaux, respectivement, tous les établissements urbains et ruraux ont été abolis. Outre les sujets indiquées, il n'y a pas d'agglomérations urbaines en Ingouchie, dans l'oblast d'Orenbourg, dans le kraï de Perm, en république de l'Altaï, dans l'oblast de Tioumen.

## Encodage OKTMO
Voir aussi : OKTMO (en)
Les codes dans OKTMO ont la structure suivante XX-YYY-ZZZ-VVV, où quatre niveaux de classification (groupement) sont distingués, dont deux se rapportent aux municipalités.
Sujets de la fédération de Russie
Au premier niveau, un regroupement est effectué par régions (sujets) de la fédération de Russie : XX -YYY-ZZZ-VVV.
Municipalités
Vient ensuite le regroupement des niveaux supérieurs et inférieurs des municipalités.
Niveau supérieur des municipalités : XX- YYY -ZZZ-VVV
- −3YY-, −9YY- : territoire intra-urbain (municipalité intra-urbaine) d'une ville d'importance fédérale
- −5YY- : okroug municipal
- −6YY- : raïon municipal
- −7YY- : okroug urbain, okroug urbain avec division intra-urbaine
- -8YY- : municipalités de Nénétsie, des Khantys-Mansis, de Koriakie.
  - -81Y-, -82Y- : raïons municipaux
  - −85Y-, −87Y- : okorugs urbains
- -9YY- : municipalités de Iamalie
  - -91Y-, -92Y- : raïons municipaux
  - −93Y- : okrougs municipaux
  - −95Y- : okrougs urbains

Niveau municipal inférieur : XX-YYY- ZZZ -VVV
- −1ZZ- - établissements urbains
  - -101- ... -149- : établissement urbain, qui comprend une localité urbaine comme centre administratif
  - -151- ... -199- : établissement urbain, qui comprend une localité ruale comme centre administratif
- −3ZZ- : raïons intra-urbains
- −4ZZ- : établissements ruraux
- −7ZZ- : territoires intermunicipaux

Localités
A la fin, l'encodage est effectué par règlements : XX-YYY-ZZZ- VVV
- −001 … −049 : villes
- -050 ... -099 : communes urbaines
- -101 ... -999 : localités rurales